# Златі Моравці (округ)
О́круг Злате Моравце (словац. Okres Zlaté Moravce) — округ (район) в Нітранському краї, в західній Словаччині. Площа округу становить — 521,2 км², на якій проживає — 42 679 осіб (31.12.2009). Середня щільність населення становить — 81,89 осіб/км², це менше середньої щільності населення по країні. Адміністративний центр округу — місто Златі Моравці в якому проживає 13 097 жителі.

## Історія

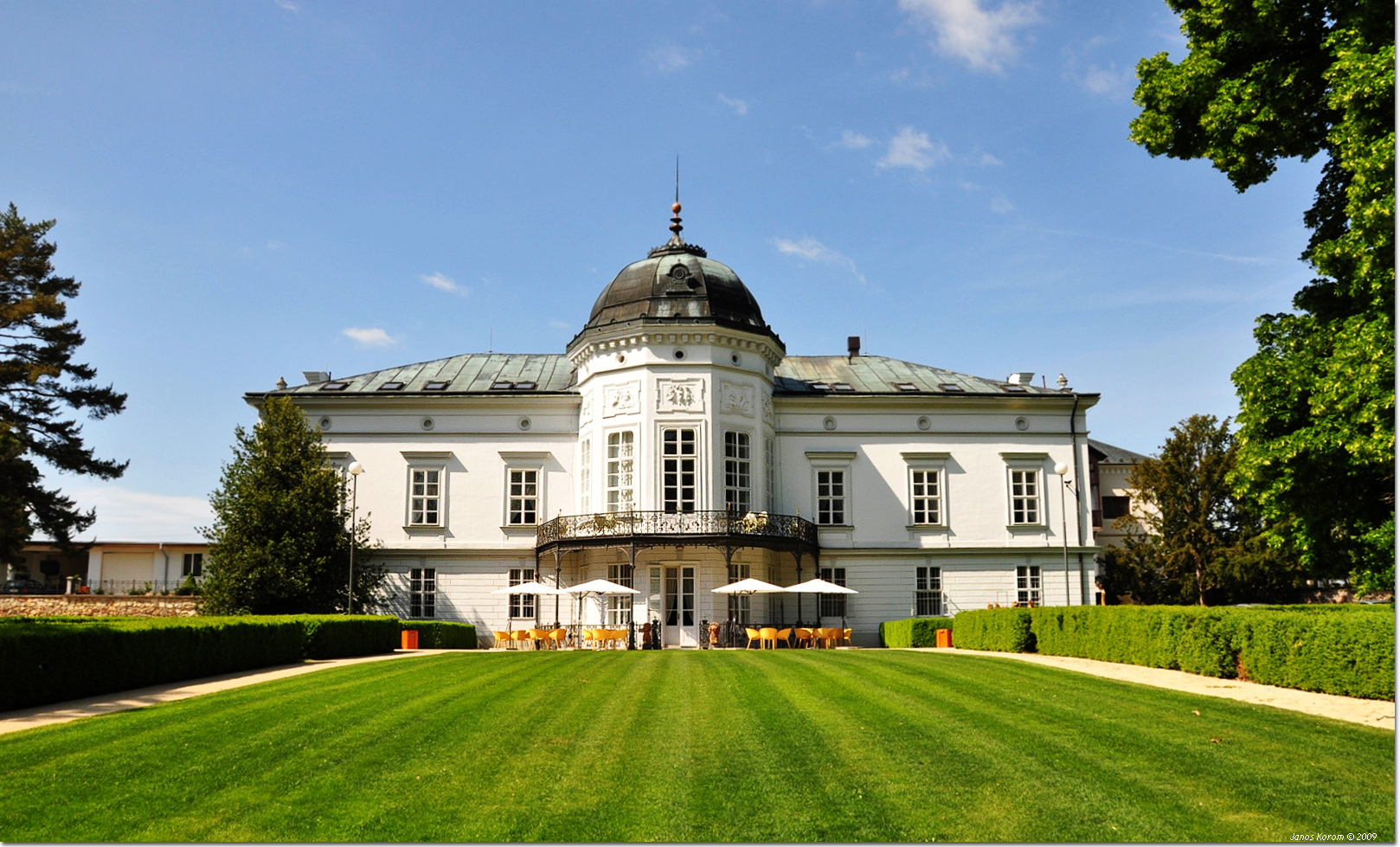
Округ Злате Моравце.
Палац в селі Беладиці

До 1918 року округ належав Угорському королівству і головним чином входив до складу історичної області Теков (Барш), за винятком невеликої території на заході навколо села Костоляни-під-Трибечом, яка була частиною історичної області (комітату) Нітра.
В сучасному вигляді округ був утворений у 1996 році під час адміністративно-територіальної реформи Словацької Республіки, яка набула чинності 24 липня 1996 року.

## Географія
Округ розташований на північному сході Нітранського краю, у південно-західній частині Словаччини. Його територія розташована в північній частині Дунайської низовини, з обох сторін річки Житави. В західній частині округу розташований гірський масив Трибеч, а в східній — Погронський Іновець. Розташовані Гронські пагорби і Житавські пагорби.
Округ лежить в таких географічних координатах: 48° 17' — 48° 33' північної широти та 18° 12' — 18° 33' східної довготи. Найвищою точкою округу є гора Великий Іновець (901 м над рівнем моря) в горах Погронський Іновець. Найнижча точка (150 м над рівнем моря) знаходиться на урізі води річки Житави в селі Слепчани. Перепад висот становить 751 метрів.
Округ Злате Моравце межує з округами: на північному сході і сході — Жарновіца (Банськобистрицького краю); на південному сході — Левіце, на південному заході — Нітра, на північному заході — Топольчани (всі округи Нітранського краю) і Партизанське (Тренчинського краю).
Значна частина території округу покрита лісами (42 %), решті площі займає злегка хвиляста рівнина, з середньою висотою 230 м над рівнем моря. Територією округу протікає річка — Житава, ліва притока річки Нітри.

## Статистичні дані

### Населення
| Рік:            | 1994.  | 2004.   | 2014.   | 2024.   |
| --------------- | ------ | ------- | ------- | ------- |
| Кількість осіб: | 43 913 | 43 109  | 41 127  | 40 722  |
| Різниця:        |        | -1,83 % | -4,59 % | -0,98 % |

| Рік:            | 2023.  | 2024.   |
| --------------- | ------ | ------- |
| Кількість осіб: | 40 765 | 40 722  |
| Різниця:        |        | -0,10 % |

### Національний склад
Національний склад округу, за офіційними даними, є моноетнічним. Основну частину населення становлять словаки, всі інші національності складають менше 3,5 % від загальної чисельності населення округу.
Дані по національному складу населення на 31 грудня 2010 року:
- словаки — 96,56 % (41 130 осіб)
- угорці — 1,08 % (462 особи)
- чехи — 0,65 % (277 осіб)
- роми — 0,15 % (65 осіб)
- українці — 0,09 % (40 осіб)
- поляки — 0,08 % (38 осіб)
- інші національності — 1,39 %

### Конфесійний склад 2001
- Католики — 89,9 %
- Лютерани — 0,9 %
- інші релігії та атеїсти  — 9,2 %

## Адміністративний поділ

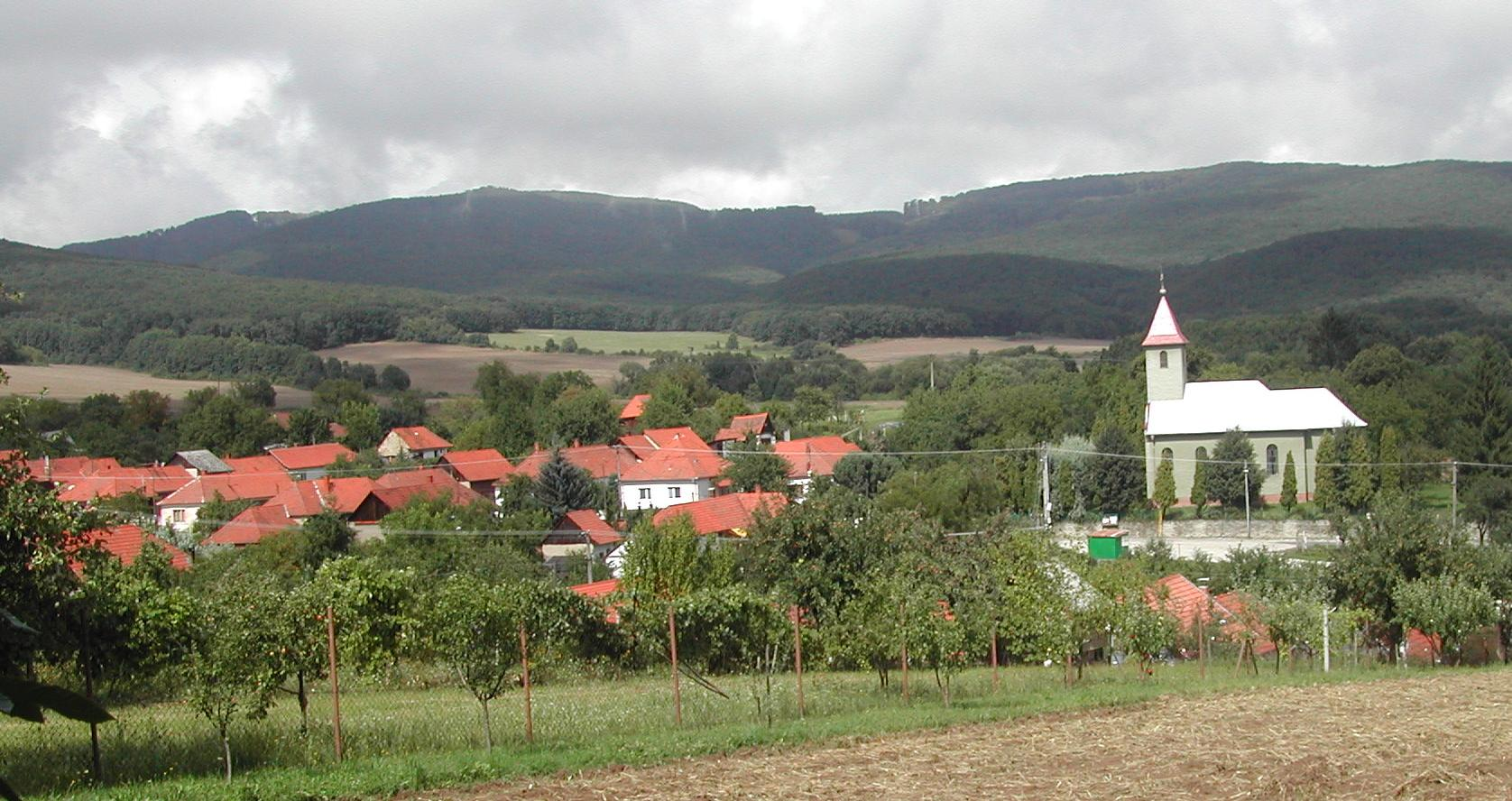
Округ Злате Моравце.
Село Златно

Округ складається із 33 населених пунктів: 32 сіл і 1 міста.

### Міста:
- Златі Моравці

### Села:
Беладиці • Велчиці • Вельке Возокани • Волковце • Вєска-над-Житавою • Гостьовце • Гостьє • Єдльове Костоляни • Жикава • Житавани • Златно • Костоляни-под-Трибечом • Ладиці • Ловце • Мале Возокани • Манковце • Мартін-над-Житавою • Махулінце • Невериці • Невідзани • Немчіняни • Обиці • Скицов • Слепчани • Сляжани • Тековські Нємці • Тесарське Млиняни • Топольчянки • Хоча • Чарадиці • Червени Градок • Чєрне Клячани